# Netfilter
Netfilter，在Linux內核中的一個軟體框架，用於管理網路封包。不僅具有網路位址轉換（NAT）的功能，也具備封包內容修改、以及封包過濾等防火牆功能。利用運作於使用者空間的應用軟體，如iptables、nftables、ebtables和arptables等，來控制Netfilter，系統管理者可以管理通過Linux作業系統的各種網路封包。1990年代，Netfilter在Linux 2.3.15版時進入Linux內核，正式應用於Linux 2.4版。
現今許多市面上許多的IP分享器或無線網路路由器（Wireless router），多是嵌入式Linux平台，並利用Netfilter的封包處理能力，提供NAT以及防火牆的功能。此外，Netfilter平台的模組化設計使得功能具可擴充性，以及Linux核心本身屬於開放的原始碼，能夠免費取得原始碼進行修改與擴充。Netfilter平台中制定了五個封包的掛載點（Hook），分別是PRE_ROUTING、INPUT、OUTPUT、FORWARD與POST_ROUTING。

网络数据包通过Netfilter时的工作流向

## 外部連結
- Netfilter官方網站（页面存档备份，存于）